# Schmardaea microphylla
Schmardaea microphylla är en tvåhjärtbladig växtart som först beskrevs av William Jackson Hooker, och fick sitt nu gällande namn av Karsten och C. Mueller. Schmardaea microphylla ingår i släktet Schmardaea och familjen Meliaceae. Inga underarter finns listade i Catalogue of Life.